# Battaglia della baia di Vigo
La battaglia navale della baia di Vigo (o battaglia di Rande) fu combattuta nel corso della guerra di successione spagnola nella acque della baia di Vigo in Galizia fra la flotta anglo-olandese, comandata dall'ammiraglio inglese Sir George Rooke, con vice comandante il contrammiraglio olandese Philips van Almonde, al comando delle navi dei Paesi Bassi, e quella franco-spagnola al comando degli ammiragli François Louis Rousselet de Chateau-Renault e Manuel de Velasco.
Rooke era stato inviato con una grossa flotta anglo-olandese per conquistare Cadice ma, non essendo riuscito nell'intento si ritirò in Portogallo il 29 settembre 1702. Allorché la flotta si ancorò nelle acque di Lagos in Algarve, Rooke apprese che la flotta spagnola che trasportava i tesori dal sud America spagnolo era partita con uno dei carichi più preziosi mai trasportati il 24 giugno da L'Avana (Cuba) ed era stata dirottata da Cadice a Vigo, ove era giunta il 23 settembre.
Deciso a riscattare il fallimento della sua missione a Cadice, Rooke salpò con la sua flotta per Vigo, ove scoprì che la flotta di trasporto spagnola era scortata da una flotta franco-spagnola forte di circa 30 navi. L'ammiraglio francese Chateau-Renault aveva fortificato il porto con una barriera di tronchi, posta sotto il tiro protettivo dei cannoni dei forti di Vigo e di quello dell'Isola di San Simone, di fronte alla città di Redondela.
Il 23 ottobre Rooke attaccò, inviando l'ammiraglio Thomas Hopsonn sulla HMS Torbay a creare un varco nella barriera e sbarcare i soldati del Duca di Ormonde per la presa dei forti.
La battaglia si risolse in una vittoria piena per Rooke: la Torbay violò la barriera, i forti furono conquistati e 12 vascelli francesi furono distrutti mentre gli anglo-olandesi si impossessarono del rimanente naviglio (6 vascelli e due fregate); della flotta spagnola 11 navi furono distrutte e 9 catturate, mentre gli anglo-olandesi non subirono perdite di naviglio. I francesi e gli spagnoli ebbero perdite per circa 2 000 morti ed altrettanti fra feriti e dispersi contro gli 800 morti e circa 500 feriti fra gli anglo-olandesi.
I vincitori catturarono argento per un valore di circa 14 000 sterline ma la gran parte del tesoro, stimato in circa 3 milioni di sterline, poté essere scaricato e trasportato altrove via terra prima della battaglia.
Alla battaglia prese parte quale comandante della HMS Nassau il futuro ammiraglio e 1° visconte di Torrington, George Byng (1668 – 1733).
A ricompensa del successo l'ammiraglio Rooke fu nominato nel 1704 governatore di Gibilterra.
Varie monete inglesi, coniate nel 1703, portano la scritta VIGO in commemorazione della battaglia.
Ancor oggi alcuni presumono che nella baia giaccia una parte del tesoro trasportato dalla flotta spagnola soccombente nella battaglia, ma fino ad ora le numerose ricerche non hanno dato alcun frutto. Occorre inoltre osservare che, fra la data di arrivo della flotta franco-spagnola nella baia e quella della battaglia, era intercorso un mese, tempo più che sufficiente a sbarcare gran parte del prezioso carico.